# Werner Hüttig
Werner Hüttig (* 24. Mai 1908 in Kleinräschen; † 1972) war ein deutscher Rassenhygieniker und Hochschullehrer.

## Leben und Wirken
Er war der Sohn eines Kaufmanns und Prokuristen. Am Reform-Realgymnasium in Senftenberg legte er 1926 die Reifeprüfung ab und studierte danach Naturwissenschaften an den Universitäten in Wien und Berlin. In dieser Zeit trat er zum 1. Mai 1930 der NSDAP (Mitgliedsnummer 231.722) und im selben Jahr dem NSLB bei. 1931 promovierte er mit einer botanischen Dissertation, deren Thema lautete Über den Einfluß der Temperatur auf die Keimung und Geschlechterverteilung bei Brandpilzen und die in Jena in Druck erschien. Daneben legte er die Prüfung für das Höhere Lehramt ab. Danach wurde er wissenschaftlicher Hilfsarbeiter an der Preußischen Versuchs- und Forschungsanstalt für Milchwirtschaft in Kiel. Von 1933 bis 1936 war Hüttig Referent und Stellenleiter im Rassenpolitischen Amt der NSDAP. Dort erarbeitete er zusammen mit Herbert Gerdes das Drehbuch für den rassehygienischen Propagandafilm „Alles Leben ist Kampf“.
1936 wurde er Dozent für Vererbungslehre und Rassenkunde an der Hochschule für Lehrerbildung in Bonn. An der Universität Bonn habilitierte er sich 1940. Als die Hochschule für Lehrerbildung nach Beginn des Zweiten Weltkrieges Ende 1939 stillgelegt wurde, kehrte er an das Rassenpolitische Amt der NSDAP zurück und wurde ein enger Mitarbeiter des Leiters Walter Gross. 1940 wurde er stellvertretender Leiter des Instituts für Biologie und Rassenlehre. Dieses Institut sollte als Schnittstelle zwischen Politik und biologischer Wissenschaft fungieren, da die „Wissenschaft der Rassenkunde und der Vererbungslehre [...] die Grundlage für die praktische Rassenpolitik des Nationalsozialismus“ darstellte und „diese und eine Anzahl anderer biologischer Grunderkenntnisse von fundamentaler Bedeutung für die Weltanschauung des Nationalsozialismus und seine Auseinandersetzung mit den geistigen Gegnern“ sei. Das Institut führte aber auch eigene „rassekundliche“ Untersuchungen durch. Die Arbeitsergebnisse des Instituts sollten Eingang in ein „Handbuch für Biologie und Rassenlehre“ finden, das im Auftrag von Alfred Rosenberg entstehen sollte.
Gegen Ende des Krieges war Hüttig u. a. im Sonderkommando des Sonderstabs Wissenschaft beim Einsatzstab Reichsleiter Rosenberg tätig. Nach Kriegsende arbeitete er zunächst als Töpfer und versuchte, an die Universität Bonn zurückzukehren, was 1952 aufgrund eines Nervenleidens scheiterte. Er arbeitete zunächst in der Forschungsabteilung der Aluminiumwerke AG Bonn und ab 1960 als Dozent an der Staatlichen Ingenieurschule in Köln.